# Гаевская, Альбина Витольдовна
Альбина Витольдовна Гаевская (род. 21 августа 1937, Севастополь, Крымская АССР) — учёный-паразитолог. Доктор биологических наук (1985), профессор (1989). Академик Крымской Академии наук (с 1998). Член Нью-Йоркской Академии наук (1995).
Лауреат Государственной премии Украины в области науки и техники (2007).

## Биография
Выпускница Крымского государственного педагогического института им. М. В. Фрунзе 1960 года (ныне Таврический национальный университет имени В. И. Вернадского. Кандидат биологических наук с 1965 г.
Работала в 1962—1968 на Севастопольской биологической станции АН СССР, в Институте биологии южных морей им. А. О. Ковалевского НАН Украины (Севастополь), училась в аспирантуре (1962—1965).
С 1970 по 1986 была заведующей сектора Атлантического НИИ рыбного хозяйства и океанографии (г. Калининград, РФ).
В 1986—2010 — заведующая отделом экологической паразитологии Института биологии южных морей НАН Украины.
С 1997 г. — зам. главного редактора Республиканского межведомствтенного сборника научных трудов «Экология моря», с 2002 — зам. главного редактора «Морского экологического журнала», с 2016 г. — главный редактор «Морского биологического журнала»
с 2010 г. — главный научный сотрудник отдела экологической паразитологии Института биологии южных морей НАН Украины (Института морских биологических исследований РАН).

## Научная деятельность
Проводит эколого-паразитологические исследования морских и океанических рыб и беспозвоночных, фаунистические исследования паразитов различных систематических групп; роль и место паразитов в морских экосистемах; паразитологические аспекты марикультуры и рыбного промысла. Изучает фауну, таксономию, биологию и экологию паразитов, в частности, их роль в трансформации вещества и энергии в природе.

## Избранные публикации
- Гаевская А. В. и др. Определитель паразитов позвоночных Чёрного и Азовского морей: Паразитические беспозвоночные рыб, рыбоядных птиц и морских млекопитающих / Сост. А. В. Гаевская, А. В. Гусев, С. Л. Делямуре и др.; АН УССР, Ин-т биологии юж. морей им. А. О. Ковалевского. — Киев: Наукова думка, 1975. — 552 с.
- Гаевская А. В., Ковалёва А. А. Болезни промысловых рыб Атлантического океана / Атлант. науч.-исслед. ин-т рыбного хоз-ва и океанографии. — Калининград: Кн. изд-во, 1975. — 124 с.
- Гаевская А. В., Ковалёва А. А. Справочник основных болезней и паразитов промысловых рыб Атлантического океана. — Калининград: Кн. изд-во, 1991. — 208 с. — ISBN 5-85500-214-4.
- Гаевская А. В. Справочник болезней и паразитов морских и океанических промысловых рыб. — Севастополь: ЭКОСИ-Гидрофизика, 2001. — 262 с.
- Гаевская А. В. Паразитология и патология рыб: Энциклопедический словарь-справочник / Всерос. науч.-исслед ин-т рыбного хозяйства и океанографии (ВНИРО). — М.: Изд-во ВНИРО, 2003. — 232 с. — ISBN 5-85382-286-1.
  - . — 2-е изд., доп. и перераб. — Севастополь: ЭКОСИ-Гидрофизика, 2006. — 396 с. — ISBN 966-02-3968-8.
- Гаевская А. В. Паразиты и болезни морских и океанических рыб в природных и искусственных условиях. — Севастополь: ЭКОСИ-Гидрофизика, 2004. — 240 с. — ISBN 966-02-3282-9.
- Гаевская А. В. Анизакидные нематоды и заболевания, вызываемые ими у животных и человека / Рец.: Г. В. Зуев, М. В. Юрахно. — Севастополь: ЭКОСИ-Гидрофизика, 2005. — 224 с. — 250 экз. — ISBN 966-02-3561-5.
- Гаевская А. В. Паразитология и патология животных Чёрного и Азовского морей: Библиографический справочник. — Севастополь: ЭКОСИ-Гидрофизика, 2007. — 160 с.
- Гаевская А. В. Паразиты, болезни и вредители мидий (Mytilus, Mytilidae). I—X. — Севастополь: ЭКОСИ-Гидрофизика, 2006—2014. (10 выпусков)
- Гаевская А. В., Лебедовская М. В. Паразиты и болезни гигантской устрицы (Crassostrea gigas) в условиях культивирования. — Севастополь: ЭКОСИ-Гидрофизика, 2010. — 218 с.
- Гаевская А. В. Паразиты и болезни рыб Чёрного и Азовского морей: в 2-х томах: I — морские, солоноватоводные и проходные рыбы. — Севастополь: ЭКОСИ-Гидрофизика, 2012. — 380 с.
- Гаевская А. В. Паразиты и болезни рыб Чёрного и Азовского морей: в 2-х томах. II — полупроходные и пресноводные рыбы. — Севастополь: ЭКОСИ-Гидрофизика, 2013. — 356 с.
- Гаевская А. В. Мир паразитов человека. 1: Трематоды и трематодозы пищевого происхождения / Российская акад. наук, Ин-т морских биологических исследований им. А. О. Ковалевского. — Севастополь: ЭКОСИ-Гидрофизика, 2015. — 409 с. — 150 экз. — ISBN 978-5-9907331-7-6.
- Гаевская А. В. Мир паразитов человека: 2: Нематоды и нематодозы пищевого происхождения / Российская акад. наук, Ин-т морских биологических исследований им. А. О. Ковалевского. — Севастополь: ЭКОСИ-Гидрофизика, 2016. — 442 с. — 400 экз. — ISBN 978-5-9909013-2-2.
- Гаевская А. В. Мир паразитов человека : (монография): 3: Цестоды и цестодозы пищевого происхождения / Российская акад. наук, Паразитологическое общество при РАН, Крымское отделение. — Севастополь: ООО «Колорит», 2017. — 358 с. — ISBN 978-5-9500245-9-7.

## Награды
- 1982 — Медаль «Ветеран труда»;
- 1983 — Юбилейная медаль академика К. И. Скрябина;
- 1984 — Юбилейная медаль академика Е. Н. Павловского;
- 1995 — член Нью-Йоркской Академии наук;
- 2005 — премия им. И. И. Шмальгаузена за достижения в области зоологии (за серию работ «Монографические справочные издания о паразитах и болезнях рыб»);
- 2006 — Лауреат общегородского форума «Общественное признание»;
- 2007 — Государственная премия Украины в области науки и техники;
- 2011 — Заслуженный работник науки и техники АРК;
- 2018 — Золотая медаль им. В. И. Вернадского Крымской академии наук (за значительный вклад в развитие науки)
- Памятная медаль «70 лет Великой Победы»
- Юбилейная медаль «В ознаменование пятой годовщины начала „Русской весны“ 23.02.14 — 23.02.19»
- Почётные грамоты Государственной думы РФ, Верховной Рады Украины, Совета Министров АРК, Президиума НАН Украины, Крымской академии наук, Севастопольской городской администрации, Губернатора г. Севастополя, Ленинской районной администрации г. Севастополь;